# 부분균형
경제학 에서 부분 균형은 분석되는 한 번에 하나의 변화를 제외하고 단일 시장, ceteris paribus (다른 모든 것은 일정하게 유지됨)만을 분석하는 경제적 균형의 조건이다. 반면에 일반균형 분석에서는 취향의 불변성과 같은 것에 대해서는 ceteris paribus의 가정이 유지되지만 경제의 모든 시장의 가격과 수량은 서로 피드백 효과를 포함하여 동시에 고려된다.
앨프리드 마셜로부터 유래한 수요와 공급 모델은 부분 균형 모델의 전형적인 예이다. 일부 특정 상품에 대한 시장 정리는 다른 시장의 가격 및 수량과 독립적으로 이루어진다. 즉, 모든 대체재 와 보완재의 가격과 소비자의 소득 수준을 주어진 것으로 간주한다. 이것은 전체 경제를 포함하는 일반 균형 모델보다 분석을 훨씬 간단하게 만든다.
부분 균형 분석은 한 번에 하나의 재화에 대해서만 정책 조치의 효과를 조사한다. 따라서 자동차 가격 상한이 자전거 수요에 미치는 영향은 고려하지 않고 고급 자동차 가격 상한의 효과만 살펴볼 수 있으며, 이는 별도로 분석될 것이다.
부분 균형은 완전 경쟁 시장뿐만 아니라 독점 경쟁, 과점, 독점 및 독점 에도 적용된다.

## 같이 보기
- 비용함수
- 일반균형이론
- 일물일가의 법칙